# Сенат Аустралије
Сенат Аустралије је горњи дом дводомног Парламента Аустралије, док је доњи дом Парламента Представнички дом. Сенаторе бира народ према систему пропорционалног представништва. Сенатори се обично бирају на мандат у трајању од шест година, са ротором по (приближно) пола сваке три године; међутим, након дуплог распуштања (распуштања оба дома Аустралијског Парламента), неки сенатори служе свој мандат шест година, док га други служе само три године. Аустралијски устав поверава Сенату значајна овлашћења, укључујући и овлашћење да блокира законски предлог који је Влада поднела у Представничком дому. Ово чини аустралијски парламентарни систем изразитим хибридом Вестминстерског (британског) и америчког парламентарног система.